# Napkor, Szabolcs-Szatmár-Bereg
Napkor  este un sat în districtul Nyíregyház, județul Szabolcs-Szatmár-Bereg, Ungaria, având o populație de 3.770 de locuitori (2011). 

## Demografie
Componența etnică a satului Napkor
     Maghiari (92,04%)
     Romi (4,26%)
     Germani (2,95%)
     Necunoscut (0,19%)
     Alții (0,56%)
Componența confesională a satului Napkor
     Romano-catolici (49,68%)
     Greco-catolici (18,73%)
     Reformați (8,06%)
     Fără religie (1,96%)
     Luterani (1,01%)
     Necunoscută (20,34%)
     Atei (0,21%)
     Alte religii (0,72%)
Conform recensământului din 2011, satul Napkor avea 3.770 de locuitori. Din punct de vedere etnic, majoritatea locuitorilor (92,04%) erau maghiari, existând și minorități de romi (4,26%) și germani (2,95%). Apartenența etnică nu este cunoscută în cazul a 0,19% din locuitori. Nu există o religie majoritară, locuitorii fiind romano-catolici (49,68%), greco-catolici (18,73%), reformați (8,06%), persoane fără religie (1,96%) și luterani (1,01%). Pentru 20,34% din locuitori nu este cunoscută apartenența confesională.